# Ernest-Isidore Gallaud
Ernest-Isidore Gallaud (1874 - ?) fue un botánico y explorador francés. Fue empleado del Museo Nacional de Historia Natural de Francia, de París.
En 1904, publicó su tesis de doctorado Études sur les mycorhizes endotrophes (144 p.) por la Facultad de Ciencias de la Universidad de París. Trabajó con floras de China y de Francia.

## Algunas publicaciones
- 1911. Revision des Asclépiadacées de Madagascar, con Julien Costantin. Ed. Masson, 31 p.

- La abreviatura «Gallaud» se emplea para indicar a Ernest-Isidore Gallaud como autoridad en la descripción y clasificación científica de los vegetales.[3]